# Freudenberg (Bavière)
Pour les articles homonymes, voir Freudenberg.
Freudenberg est une commune de Bavière (Allemagne), située dans l'arrondissement d'Amberg-Sulzbach, dans le district du Haut-Palatinat, à 12 km au nord-est d'Amberg.
La commune est composée des sept villages suivants (population) :
- Aschach (838) ;
- Etsdorf (518) ;
- Freudenberg (817) ;
- Hiltersdorf (630) ;
- Lintach (722) ;
- Pursruck (1417) ;
- Wutschdorf (577).

## Patrimoine
- Château Bas de Lintach
- Château Haut de Lintach
- Église Saint-Martin de Wutschdorf

## Personnalités
- Karl Adam, (1896-1966), professeur de théologie de l'université de Tubingue est né dans le village de Pursruck.